# Sunifred Ier de Barcelone
Pour les articles homonymes, voir Sunifred.

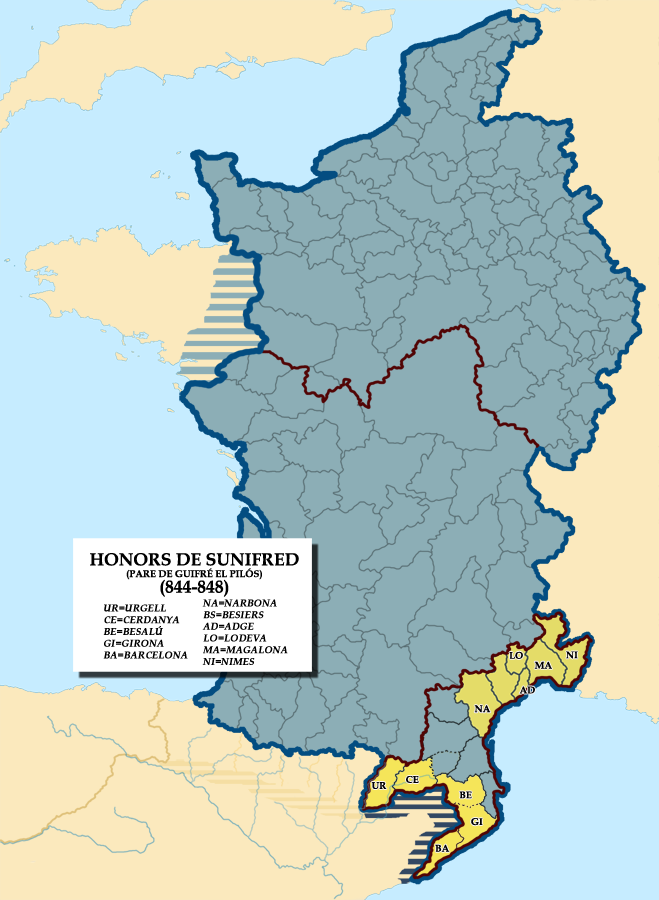
Possessions de Sunifed Ier (en couleur jaune sur la carte).

Sunifred de Barcelone, né en 805 et mort en 848, est un puissant seigneur catalan de la famille des Bellonides du IXe siècle.
Il devient d'abord comte d'Urgell et de Cerdagne en 834, avant d'être nommé en 844 marquis de Gothie par Charles le Chauve, obtenant ainsi les comtés de Barcelone, de Gérone, d'Osona, de Besalú, de Narbonne, de Béziers, de Nîmes, et de Lodève.

## Biographie
Sunifred est né en 805 à Gérone. Il est probablement le fils de Borrell I d'Osona. En 840, il épouse Ermisenda de Carcassonne (811-860), fille de Bello de Carcassonne. Ensemble ils ont :
- Guifred le Velu († 897), comte de Barcelone ;
- Miron le Vieux († 896), comte de Roussillon ;
- Radulf († 920), comte de Besalú ;
- Sunifred († 890), abbé de Sainte-Marie d'Arles ;
- Riculf de Barcelone († 916), évêque d'Elne ;
- Sesenanda ;
- Ermisenda († 898).

En 834, l'empereur Louis le Pieux lui confie les comtés d'Urgell et de Cerdagne, jusqu'alors possession de Galindo Aznarez, qui est allié au général musulman Musa ibn Musa.
Dans les luttes dynastiques qui ont suivi la mort de Louis le Pieux en 840, Sunifred et le reste des Bellonides font allégeance à Charles le Chauve, alors que la plupart des grands seigneurs catalans et languedociens, et en particulier le puissant Bernard de Septimanie, lui préfèrent Pépin II d'Aquitaine. Après la bataille de Fontenoy-en-Puisaye en 841, les partisans de Charles prennent l'avantage et ce dernier obtient définitivement la Francie occidentale au traité de Verdun en 843, permettant à Sunifred d'affirmer sa position en Gothie et en Septimanie.
En 842, une expédition musulmane, commandée par l'émir Abd al-Rahman II et dirigée notamment par Musa ibn Musa, envahit le comté de Barcelone. Les Arabes menacent les autres comtés catalans et pénètrent dans les terres, jusqu'à Bages, Lluçanès ou Osona ; ils se dirigent clairement vers Narbonne. Sunifred lance une contre-offensive et les arrête dans la vallée de Ribes, avant la Cerdagne.
Ce succès, comme la fidélité dont a fait preuve Sunifred, ont probablement influencé sa nomination en tant que marquis de Gothie par le roi Charles le Chauve, à la suite de l'exécution pour trahison de Bernard de Septimanie en 844. Bien qu'il n'obtienne pas le titre de duc comme son prédécesseur, il ne fait aucun doute qu'il exerce une autorité similaire. Son hégémonie s'étend sur la Gothie et la Septimanie. En décembre 847, c'est vers lui que l'émir Abd al-Rahman II se tourne pour demander la signature d'un traité de paix.
Sunifred meurt en 848. Il n'est pas certain que cette mort soit naturelle, puisque immédiatement après, Guillaume de Septimanie, fils de Bernard, s'empare – « plus par la tromperie que par la force » affirment les chroniques de l’époque – des comtés de Barcelone et d'Empúries, avant même que Charles le Chauve ne désigne un successeur. Finalement, le nouveau marquis de Gothie, Aleran de Troyes est envoyé pour punir Guillaume et reprendre les comtés catalans.
Les enfants de Sunifred et leurs héritiers domineront la majeure partie des comtés catalans pendant plusieurs siècles.

## Sources
Martin Aurel, Les noces du comte : mariage et pouvoir en Catalogne 785-1213, Publication de la Sorbonne.